# ويني يو
ويني يو (بالصينية: 俞琤) هي مقدمة برامج إذاعية صينية، ولدت في 16 أبريل 1954.

## وصلات خارجية
- ويني يو على موقع ميوزك برينز (الإنجليزية)